# Pietà Hotspurs FC
Pietà Hotspurs FC is een Maltese voetbalclub uit Pietà. De club werd in 1968 opgericht en promoveerde in 1994 voor het eerst naar de hoogste klasse. Het verblijf was van korte duurt want na één seizoen degradeerde de club alweer.

## Enkele (ex)spelers
- Cisse Abshir
- Valeri Bojinov
- Mauro Di Lello
- James Paris